# Malijská říše
Malijská říše (bambarsky Nyeni či Niani, v historii označováno jako Manden Kurufaba) byla africkým státem pod vládou dynastie Keitů. V dobách své největší slávy mezi roky 1200 a 1500 byla dominantním státním útvarem v severozápadní Africe. V subsaharské oblasti se jí bohatstvím a velikostí nemohla žádná jiná říše rovnat. Jejím předchůdcem byla Ghanská říše, kterou v roce 1076 zničil útok berberských Almorávidů ze severu. Malijská říše měla i svou ústavu zvanou obvykle podle místa svého přijetí Kurukan Fuga (roku 2009 byla zapsána na seznam nehmotného kulturního světového dědictví UNESCO). Ta je někdy nazývána nejstarší ústavou světa. Říše byla proslulá produkcí zlata: téměř polovina zlata, které obíhalo ve středověké Africe, Evropě a Asii, pocházelo z Malijské říše. Timbuktu (k říši připojené roku 1325) bylo epicentrem africké vzdělanosti, jeho knihovny měly sbírku více než 700 000 rukopisů, z velké části vědeckých (drtivá většina se ztratila).

## Dějiny
Mali začalo získávat na svém významu od 13. století. Ztvárňovalo typ státního zřízení typického až pro říše vzniklé dlouho po jeho zániku mezi 15. a 16. stoletím. Mali se rozkládalo ve strategicky výhodném regionu zemědělsky úrodné oblasti povodí řeky Niger, která každoročně při povodních přinesla nános úrodných naplavenin. Význam oblasti také dále zvyšovaly zlaté doly. Území spadalo až do poloviny 11. století pod nadvládu Ghanské říše. Jakmile ustoupil ghanský vliv, několik méně významných království začalo vzájemný souboj o zisk vlivu v regionu. Malý stát Kangaba pod vedením svého vládce Sundžáty Keity porazil v bitvě u Kiriny (1235) sousední království Susu, jež do boje vedl krutý král Sumanguru Kante. Porážky Susy dala Sundžátovi kontrolu na výnosnými subsaharskými obchodními cestami. Kmeny sjednocené pod Sundžátou, v té době již panovníkem rozsáhlé oblasti, pak stály u počátku vzniku říše Mali. Hlavním městem bylo Niani, později Kangaba (též Mande Kaba).
Za vlády Sundžáty a jeho následovníků Mali expandovalo na západ směrem k Atlantskému oceánu, na jih hluboko do pralesů, východně až za řeku Niger a severně k dolům na sůl a měď. V období největšího rozmachu bylo Mali konfederací 3 nezávislých spřízněných států (Mali, Mema a Wagadu) a 12 podrobených provincií. V nich si král vyhradil právo vykonávat spravedlnost a monopolizovat obchod (především se zlatem). Po smrti Sundžáty Keity králové Mali získávali titul mansa, často je uváděn i jako součást jejich jména.
Význam a věhlas Mali se rozšířil jak do islámského světa, tak i do Evropy, když malijský král Mansá Músa v letech 1324–1325 podnikl pouť do svatého města islámu Mekky (v dnešní Saúdské Arábii). Na svojí cestu nechal vypravit stovky velbloudů naložených zlatem. Toto zlato v Káhiře způsobilo inflaci. Músa je podle mnohých zdrojů stále nejbohatším člověkem v lidských dějinách. Za časů Mansá Músy se významnou měrou začal šířit islám v tehdejších obchodních centrech jako Dženné a Timbuktu a pronikl tak do všedního života. O cestu do Mekky se pokusil již jeho předchůdce Sakura, který královský trůn získal roku 1285 jako bývalý otrok, ale ten zemřel během cesty, která tak neměla politické a geopolitické dopady.
Nicméně v následujících dekádách intriky na královském dvoře a další vzájemné spory oslabily sílu rozsáhlé říše. Posledním velkým obdobím byla devatenáctiletá vláda krále Sulejmana, jež začala roku 1341 (tehdy zemi navštívil Ibn Battúta). Jediným zásadním problémem jeho vlády byla ztráta malijské provincie Dyolof v dnešním Senegalu. (Kmeny této oblasti se v 50. letech 13. století spojily a založily svůj vlastní stát známý jako říše Wolof, někdy též Jolof). Po Sulejmanově smrti se však i města a oblasti v severní části země vzbouřily. Obyvatelé Songhaje byli jedním z prvních národů, žijících v povodí Nigeru, který se osamostatnil. Během 17. století čelila říše Mali nájezdům Bamanské říše, malijský král Mama Maghana se pokusil Bamanský stát dobýt, neuspěl však a bamanské nájezdy naopak vedly k definitivnímu rozkladu státu. Příslušníci vládnoucí dynastie Keitů se stáhli do města Kangaba, kde se stali provinčními náčelníky. Během následujícího období většinu toho, co zůstalo po říši Mali, převzala říše Songhaj.

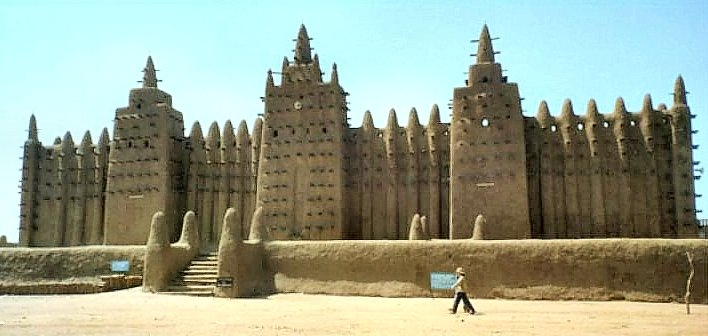
Velká mešita v Djenné

Velká část informací o říši Mali pochází od severoafrického arabského historika 14. století Ibn Chaldúna, marockého cestovatele ze 14. století Ibn Battúty a berberského cestovatele 16. století Lea Africana. Z evropských mořeplavců s ní přišel do styku benátský obchodník v portugalských službách Alviso Cadamosto. Dalším významným zdrojem informací je ústní tradice vypravěčů známých jako grioti.
Architektonickými pozůstatky Malijské říše jsou mešita Djinguereber nebo Velká mešita v Djenné. Ta byla sice postavena až v roce 1907, ale původní stavba byla postavena mezi lety 1200 až 1330 a francouzští koloniální správci na počátku 20. století záměrně stavbu renovovali podle původních plánů a měla by zachycovat původní stav. Jde o typický příklad súdánsko-sahelské architektury, která se vyznačuje použitím nepálených cihel a velkými nosnými trámy z dřevěných klád, které vyčnívají ze zdí. Říše měla obrovský vliv na vývoj západoafrických společností, který se udržel i dlouho po jejím pádu. Rozšířila mandeské jazyky od ústí řeky Gambie až do dnešní Burkiny Faso, od smyčky Nigeru až do obchodních center na jižním pobřeží, a to více obchodem než vojenskými výboji. V celém tomto regionu přežily politické instituce s malijskou strukturou a terminologií až do koloniálního období.